# Ernst Rüdin
Pour les articles homonymes, voir Rudin.
Ernst Rüdin, né le 19 avril 1874 à Saint-Gall et mort le 22 octobre 1952 à Munich, est un psychiatre généticien suisse. Eugéniste, il est l’un des instigateurs, à la demande d’Adolf Hitler de la Loi du 14 juillet 1933 sur la stérilisation contrainte.
Cette loi rend la stérilisation obligatoire pour neuf maladies, considérées comme héréditaires à l’époque ou congénitales : faibles d’esprit congénitaux, personnes atteintes de troubles neuropsychiatriques tels que la schizophrénie, personnes atteintes de cécité ou surdité congénitales, alcooliques graves.
Jusqu’à la Seconde Guerre mondiale, il est l’un des généticiens les plus réputés dans le monde. Bien que quasiment unanimement approuvé avant guerre, il est discrédité par sa collusion avec les nazis, et déchu de sa nationalité suisse.

## Biographie
En 1905, il est membre fondateur de la nouvelle « Société d'hygiène raciale » d’Alfred Ploetz, qui est aussi son beau-frère, puis devient membre du comité directeur jusqu'en 1933, date à laquelle il devient président. Cet institut regroupe l’élite de la psychiatrie d’alors dont le docteur Aloïs Alzheimer.
En 1908, il est coéditeur de la revue eugéniste Archiv für Rassen- und Gesellschafts-Biologie (ARGB).
C'est l'un des pionniers de l'approche génétique en psychiatrie, avec son étude de 1916 sur l'hérédité de la schizophrénie.
En 1924, il est directeur du Service de recherche psychiatrique sur l'hérédité à Munich, centre intégré en 1924 à la prestigieuse fondation Kaiser Wilhelm.
De 1933-1935 à 1945, Rüdin préside à la fois la Société d'hygiène raciale et la Société des neurologues et psychiatres allemands, qui existe encore : Max-Planck-Institut für Psychiatrie, l'équivalent allemand du CNRS.
En 1934, il devient le président de la Fédération internationale des organisations eugénistes.
Après guerre, il est peu inquiété par la dénazification et émigre aux États-Unis où il continue ses travaux bien qu'il ait été deux fois décoré par Hitler lui-même.